# Thyenula fidelis
Thyenula fidelis is een spinnensoort in de taxonomische indeling van de springspinnen (Salticidae).
Het dier behoort tot het geslacht Thyenula. De wetenschappelijke naam van de soort werd voor het eerst geldig gepubliceerd in 2009 door Wanda Wesołowska & Haddad.